# Winthrop (Washington)
Winthrop és una població dels Estats Units a l'estat de Washington. Segons el cens del 2006 tenia 371 habitants.

## Demografia
Segons el cens del 2000, Winthrop tenia 349 habitants, 185 habitatges, i 101 famílies. La densitat de població era de 153,1 habitants per km².
Dels 185 habitatges en un 23,2% hi vivien nens de menys de 18 anys, en un 40% hi vivien parelles casades, en un 11,4% dones solteres, i en un 45,4% no eren unitats familiars. En el 40% dels habitatges hi vivien persones soles el 15,1% de les quals corresponia a persones de 65 anys o més que vivien soles. El nombre mitjà de persones vivint en cada habitatge era d'1,89 i el nombre mitjà de persones que vivien en cada família era de 2,5.
Per edats la població es repartia de la següent manera: un 20,1% tenia menys de 18 anys, un 3,4% entre 18 i 24, un 24,1% entre 25 i 44, un 33,8% de 45 a 60 i un 18,6% 65 anys o més.
L'edat mediana era de 46 anys. Per cada 100 dones de 18 o més anys hi havia 78,8 homes.
La renda mediana per habitatge era de 25.417 $ i la renda mediana per família de 33.333 $. Els homes tenien una renda mediana de 31.389 $ mentre que les dones 23.750 $. La renda per capita de la població era de 17.649 $. Aproximadament el 16,3% de les famílies i el 15,1% de la població estaven per davall del llindar de pobresa.

## Poblacions properes
El següent diagrama mostra les poblacions més properes.